# Ян Студницка
Йохан „Ян“ Студницка (на немски: Johann „Jan“ Studnicka) (12 октомври 1883 във Виена, Австрия – 18 октомври 1967) е австрийски футболист, една от най-ярко изразените личности в историята на австрийския футбол. Нападателят е първият рекордьор по мачове и голове за националния отбор на Австрия.

## Успехи
- 2 x Световен голмайстор: 1902, 1903
- 3 x Спечелени Чалъндж Къп: 1901, 1903, 1904
- 4 x шампион на Австрия: 1901, 1902, 1903 (ÖFU), 1915 (ÖFV)
- 1 x шампион на Швейцария: 1924
- Участие на Олипмийските игри през 1912: 5 място
- 28 мача и 18 гола за националния футболен отбор на Австрия от 1902 до 1918